# تایلورزتاون
تایلورزتاون (به انگلیسی: Tylorstown) یک منطقهٔ مسکونی در بریتانیا است که در روندا کنون تاو واقع شده‌است. تایلورزتاون ۴٬۵۴۶ نفر جمعیت دارد.